# يوسوكي أكياما
يوسوكي أكياما (باليابانية: 秋山 陽介) (13 أبريل 1995 في تشيبا في اليابان – )؛ هو لاعب كرة قدم سابق كان يلعب كلاعب وسط.

## وصلات خارجية
- يوسوكي أكياما على موقع رابطة كرة القدم اليابانية للمحترفين (اليابانية)
- يوسوكي أكياما على موقع قاعدة بيانات كرة القدم.إي يو (الإنجليزية)
- يوسوكي أكياما على موقع Soccerway.com (الإنجليزية)
- يوسوكي أكياما على موقع عالم كرة القدم.نت (الإنجليزية)